# Српска православна црква Свете Тројице у Засавици
44° 57′ 06″ С; 19° 30′ 09″ И / 44.951565° С; 19.502516° И
Православна црква Свете Тројице је богослужбени православни храм у Засавици I код Мачванске Митровице. Црква припада Епархији шабачкој Српске православне цркве. Црква је данас посвећена Светој Тројици.
Црква је споменик културе од великог значаја.

## Историјат
Црква Свете Тројице у Засавици I грађена је 1894-99. у неовизантијском стилу. Творац цркве био је Светозар Ивачковић, једна од најбољих архитеката у тадашњој Србији.

## Значај
Црква Свете Тројице је грађевина централне основе облика триконхоса са споља петостраним, а изнутра полукружним апсидама, покривеним петостраним шкољкама.
На црквеном иконостасу се чувају иконе старије од цркве. То су престоне иконе Лазара Стајића, сликане око 1806. и 1808.